# Koffee
Koffee, pseudonimo di Mikayla Simpson (Spanish Town, 16 febbraio 2000), è una cantautrice, disc jockey e chitarrista giamaicana.
Ha pubblicato il suo singolo di debutto, Burning, nel 2017, seguito da una firma con la Columbia Records nel 2019. Il suo EP di debutto Rapture le è valso un Grammy Award per miglior album reggae, consegnato alla cerimonia dei Grammy Awards 2020, rendendo Koffee l'unica artista donna ad aver vinto tale premio nonché la più giovane artista (19 anni).

## Biografia
Simpson inizia a studiare canto all'età di 16 anni, in seguito alla vittoria di un contest musicale organizzato dalla sua scuola. Nel 2017, dopo aver acquisito popolarità grazie ad alcuni video in cui cantava caricati su Instagram, dà inizio alla sua carriera musicale pubblicando il singolo Burning. Sempre nel 2017 si esibisce al festival reggae Rebel Salute. Nel 2018 ottiene una certa attenzione mediatica grazie al singolo Raggamuffin, venendo così inserita da BBC Radio 1Xtra in una lista di artisti da "tenere d'occhio per il 2019". Nello stesso periodo firma un contratto discografico con Columbia Records.
Nel 2019 pubblica vari singoli, fra cui Toast (di cui Tory Lanez realizzerà in seguito un remix) e W con Gunna. Sempre nel 2019 pubblica il suo EP di debutto Rapture, con il quale vince un Grammy Award nella categoria miglior album reggae. Viene successivamente annunciata in qualità di opener per il tour di Harry Styles Love on Tour. Nell'ottobre 2020 viene inserita dalla rivista Elle in una lista di "10 donne pioneristiche che stanno cambiando il futuro". Nel marzo 2022 pubblica il suo album di debutto Gifted. L'album debutta alla nona posizione della classifica britannica.

## Discografia

### Album
- 2022 − Gifted

### EP
- 2019 − Rapture

### Singoli
- 2017 − Burning
- 2018 − Raggamuffin
- 2019 − Toast
- 2019 − Blazin
- 2019 − Throne
- 2019 − Rapture
- 2019 − W (featuring Gunna)
- 2020 − Lockdown
- 2020 − Pressure
- 2021 − West Indies
- 2021 − The Harder They Fall
- 2022 − Pull Up
- 2022 − Shine

## Tournée

### Artista d'apertura
- 2022 – Love on Tour di Harry Styles (America Latina)